# Seleção do Resto do Mundo de Futebol
A Seleção do Resto do Mundo de Futebol, também conhecida por World XI, é uma seleção formada para jogos festivos em que são "convocados" os melhores jogadores do Mundo.
O uniforme do time é Azul e Branco, que são cores da FIFA.

## História
Jogos festivos contra os melhores jogadores do Mundo começaram a ser idealizados na década de 30. Para se celebrar o 75º aniversário da Football Association inglesa, A FIFA patrocinou um duelo e convocou os melhores futebolistas europeus.
A verdadeira Seleção do Resto do Mundo, porém, só fez sua primeira partida em 1963. Em comemoração aos 100 anos da publicação das “Regras do Futebol”, a Inglaterra enfrentou o Resto do Mundo e venceu por 2 x 1.
Até os anos 70, a Seleção do resto do Mundo disputou 11 encontros amigáveis e por lá passavam todos os grandes jogadores da época.
A entrada na década de 70 significou também uma progressiva mutação nos calendários. As ligas aumentaram de tamanho e a introdução de iluminação nocturna abriu as portas para jogos entre a semana. Os clubes começaram a recusar-se a libertar os melhores jogadores, com receio a que sofressem lesões. Chegou-se a tal ponto que um dos duelos representando o resto do Mundo só incluía três jogadores não britânicos (Eusébio, Seeler e Simões).
Os anos 80 ainda assistiram a um breve revival do modelo, especialmente para causas humanitárias, patrocinados pela UNICEF.
A partir de 2005, a Seleção do Resto do Mundo passou a se chamar "Seleção do Mundo", quando a FIFA passou a divulgar a seleção na cerimônia de Gala do Jogador do Ano.

### Soccer Aid
O Soccer Aid é uma iniciativa promovida pela Unicef para arrecadar fundos para as crianças vítimas da AIDS. O evento acontece bienualmente. Nesta partida, um time representa o ‘resto do mundo’ e o outro a Inglaterra. O primeiro evento foi em 2006, e até hoje foram disputadas 4 partidas (England 2–1 Rest of the World / England 4–3 Rest of the World / England 2(6)–2(7) Rest of the World / England 3–1 Rest of the World)

## Retrospecto
| Adversário                     | Jogos                                                 | Vitórias                                              | Empates                                               | Derrotas                                              | Gols pró                                              | Gols contra                                           | Saldo de gols                                         | Competição[i]                                                  |
| ------------------------------ | ----------------------------------------------------- | ----------------------------------------------------- | ----------------------------------------------------- | ----------------------------------------------------- | ----------------------------------------------------- | ----------------------------------------------------- | ----------------------------------------------------- | -------------------------------------------------------------- |
| Seleção Argentina de Futebol   | 1                                                     | 1                                                     | -                                                     | 0                                                     | 2                                                     | 1                                                     | + 1                                                   | A (Comemoração de 1 ano do 1o Campeonato Mundial da Argentina) |
| Seleção Brasileira de Futebol  | 4                                                     | 2                                                     | -                                                     | 2                                                     | 6                                                     | 6                                                     | 0                                                     | A                                                              |
| Seleção Espanhola de Futebol   | 1                                                     | 1                                                     | 0                                                     | 0                                                     | 3                                                     | 0                                                     | + 3                                                   | A                                                              |
| Seleção Alemã de Futebol       | 1                                                     | 0                                                     | 0                                                     | 1                                                     | 1                                                     | 3                                                     | - 2                                                   | A                                                              |
| Seleção Russa de Futebol       | 1                                                     | 1                                                     | 0                                                     | 0                                                     | 2                                                     | 0                                                     | +2                                                    | A                                                              |
| Seleção Italiana de Futebol    | 1                                                     | 0                                                     | 0                                                     | 1                                                     | 2                                                     | 6                                                     | - 4                                                   | A                                                              |
| Seleção Australiana de Futebol | 1                                                     | 0                                                     | 0                                                     | 1                                                     | 2                                                     | 3                                                     | - 1                                                   | A                                                              |
| Seleção Francesa de Futebol    | 1                                                     | 0                                                     | 0                                                     | 1                                                     | 1                                                     | 5                                                     | - 4                                                   | A                                                              |
| Seleção Bósnia de Futebol      | 1                                                     | 1                                                     | 0                                                     | 0                                                     | 1                                                     | 0                                                     | +1                                                    | A                                                              |
| Combinado Japão e Coreia       | 1                                                     | 0                                                     | 1                                                     | 0                                                     | 1                                                     | 1                                                     | 0                                                     | A                                                              |
| Seleção das Américas           | 1                                                     | 0                                                     | 1                                                     | 0                                                     | 2                                                     | 2                                                     | 0                                                     | Jogo de Caridade Apoiado pela UNICEF                           |
| Seleção Africana               | 1                                                     | 0                                                     | 1                                                     | 0                                                     | 2                                                     | 2                                                     | 0                                                     | A                                                              |
| Seleção Europeia               | 2                                                     | 2                                                     | 0                                                     | 0                                                     | 8                                                     | 4                                                     | +4                                                    | A                                                              |
| Seleção Asiática               | 1                                                     | 1                                                     | 0                                                     | 0                                                     | 5                                                     | 3                                                     | +2                                                    | Jogo da Reunificação (Hong Kong-China)                         |
| Seleção do Campeonato Turco    | 1                                                     | 0                                                     | 1                                                     | 0                                                     | 4                                                     | 4                                                     | 0                                                     | A                                                              |
| Seleção Inglesa de Futebol     | 1                                                     | 1                                                     | 0                                                     | 0                                                     | 2                                                     | 1                                                     | + 1                                                   | A (Comemoração 100 anos das Regras do Futebol)                 |
| Seleção Inglesa de Futebol     | 4                                                     | 0                                                     | 1                                                     | 3                                                     | 7                                                     | 11                                                    | - 4                                                   | (Soccer Aid)                                                   |
| Scotland Legends               | 1                                                     | 0                                                     | -                                                     | 1                                                     | 3                                                     | 7                                                     | - 4                                                   | (Soccer Aid)                                                   |
| Total                          | O número de partidas da equipe é de 17 segundo a FIFA | O número de partidas da equipe é de 17 segundo a FIFA | O número de partidas da equipe é de 17 segundo a FIFA | O número de partidas da equipe é de 17 segundo a FIFA | O número de partidas da equipe é de 17 segundo a FIFA | O número de partidas da equipe é de 17 segundo a FIFA | O número de partidas da equipe é de 17 segundo a FIFA | O número de partidas da equipe é de 17 segundo a FIFA          |

## Jogos
Legenda:      Vitórias —      Empates —      Derrotas
| Data                   | Seleção        | Placar | Adversário                    | Local                                                       |
| ---------------------- | -------------- | ------ | ----------------------------- | ----------------------------------------------------------- |
| 23 de outubro de 1963  | Resto do Mundo | 1 – 2  | Inglaterra                    | Wembley Stadium, Londres (Inglaterra)                       |
| 27 de setembro de 1967 | Resto do Mundo | 3 – 0  | Espanha                       | Estádio Santiago Bernabéu, Madrid (Espanha)                 |
| 6 de novembro de 1968  | Resto do Mundo | 1 – 2  | Brasil                        | Estádio do Maracanã, Rio de Janeiro (Brasil)                |
| 25 de junho de 1979    | Resto do Mundo | 2 – 1  | Argentina                     | Estádio Monumental de Núñez, Buenos Aires (Argentina)       |
| 7 de agosto de 1982    | Resto do Mundo | 2 – 3  | Seleção Europeia              | Giants Stadium, East Rutherford (Estados Unidos)            |
| 27 de agosto de 1986   | Resto do Mundo | 2 – 2  | Seleção das Américas          | Rose Bowl, Pasadena (Estados Unidos)                        |
| 27 de março de 1989    | Resto do Mundo | 2 – 1  | Brasil                        | Estádio Friuli, Udine (Itália)                              |
| 15 de agosto de 1990   | Resto do Mundo | 2 – 2  | México                        | Los Angeles Memorial Coliseum, Los Angeles (Estados Unidos) |
| 31 de outubro de 1990  | Resto do Mundo | 2 – 1  | Brasil                        | Estádio Giuseppe Meazza, Milão (Itália)                     |
| 8 de outubro de 1991   | Resto do Mundo | 1 – 3  | Alemanha                      | Estádio Olímpico, Berlim (Alemanha)                         |
| 14 de julho de 1996    | Resto do Mundo | 1 – 2  | Brasil                        | Giants Stadium, East Rutherford (Estados Unidos)            |
| 3 de julho de 1997     | Resto do Mundo | 5 – 3  | Seleção da Ásia               | Hong Kong Stadium, Hong Kong (Hong Kong)                    |
| 18 de agosto de 1997   | Resto do Mundo | 2 – 0  | Rússia                        | Estádio Lujniki, Rússia (Moscou)                            |
| 4 de dezembro de 1997  | Resto do Mundo | 5 – 2  | Seleção Europeia              | Stade Vélodrome, Marselha (França)                          |
| 9 de setembro de 1998  | Resto do Mundo | 4 – 4  | Seleção do Campeonato Turco   | Estádio İnönü, Istambul (Turquia)                           |
| 16 de dezembro de 1998 | Resto do Mundo | 2 – 6  | Itália                        | Estádio Olímpico de Roma, Roma (Itália)                     |
| 12 de junho de 1999    | Resto do Mundo | 2 – 3  | Austrália                     | Stadium Australia, Sydney (Austrália)                       |
| 17 de agosto de 1999   | Resto do Mundo | 2 – 2  | Seleção da África             | Estádio Ellis Park, Johannesburgo (África do Sul)           |
| 25 de abril de 2000    | Resto do Mundo | 1 – 0  | Bósnia                        | Koševo Stadium, Sarajevo (Bósnia e Herzegovina)             |
| 16 de agosto de 2000   | Resto do Mundo | 1 – 5  | França                        | Stade Vélodrome, Marselha (França)                          |
| 3 de janeiro de 2001   | Resto do Mundo | 2 – 2  | Combinado Japão-Coreia do Sul | Estádio Internacional de Yokohama, Yokohama (Japão)         |
| 27 de maio de 2006     | Resto do Mundo | 1 – 2  | Inglaterra                    | Estádio Old Trafford, Manchester (Inglaterra)               |
| 18 de julho de 2007    | Resto do Mundo | 3 – 3  | Seleção da África             | Newlands Stadium, Cidade do Cabo (África do Sul)            |
| 7 de setembro de 2008  | Resto do Mundo | 3 – 4  | Inglaterra                    | Wembley Stadium, Londres (Inglaterra)                       |
| 6 de junho de 2010     | Resto do Mundo | 2 – 2  | Inglaterra                    | Estádio Old Trafford, Manchester (Inglaterra)               |
| 27 de maio de 2012     | Resto do Mundo | 1 – 3  | Inglaterra                    | Estádio Old Trafford, Manchester (Inglaterra)               |
| 8 de junho de 2014     | Resto do Mundo | 4 – 2  | Inglaterra                    | Estádio Old Trafford, Manchester (Inglaterra)               |
| 5 de junho de 2016     | Resto do Mundo | 2 – 3  | Inglaterra                    | Estádio Old Trafford, Manchester (Inglaterra)               |